# Morti nel 1739
| Questa pagina contiene informazioni ricavate automaticamente dalle voci biografiche con l'ausilio del template Bio e di un bot. L'aggiornamento è periodico e automatico e ricostruisce completamente la pagina. Se manca una persona in questa lista, sei pregato di non aggiungerla, ma accertati piuttosto che la sua voce biografica contenga il template Bio e che i dati anagrafici siano correttamente compilati. Se il template Bio manca, inseriscilo tu stesso o, in alternativa, metti l'avviso {{tmp\|Bio}} che ne segnala la mancanza. Se i dati riportati sono sbagliati, correggi direttamente la voce biografica; le modifiche saranno visibili in questa lista entro pochi giorni. Per chiarimenti vedi il progetto biografie. La lista contiene solo le 80 persone che sono citate nell'enciclopedia e per le quali è stato implementato correttamente il template Bio. Pagina aggiornata al 26 lug 2025. |

## Gennaio(3)
- 4 gennaio - Augusta Luisa di Württemberg-Oels, nobile tedesca (n. 1698)
- 17 gennaio - Giorgio Spinola, cardinale e arcivescovo cattolico italiano (n. 1667)
- 22 gennaio - Wenzel Ferdinand von Lobkowicz, nobile ceco (n. 1723)

## Febbraio(3)
- 6 febbraio - Baldassarre Cattaneo Della Volta Paleologo, nobiluomo e mecenate italiano (n. 1660)
- 15 febbraio - Eustachio Manfredi, matematico, astronomo e poeta italiano (n. 1674)
- 18 febbraio - Augusto Antonio Zacco, arcivescovo cattolico italiano (n. 1662)

## Marzo(6)
- 1º marzo - Giovanni Francesco Maria Tenderini, vescovo cattolico italiano (n. 1668)
- 1º marzo - Pëtr Pavlovič Šafirov, politico, diplomatico e nobile russo (n. 1669)
- 5 marzo - Giovanni Todone, vescovo cattolico italiano (n. 1662)
- 7 marzo - Anton Maria Maragliano, scultore italiano (n. 1664)
- 18 marzo - Friedrich Wilhelm von Grumbkow, politico e militare prussiano (n. 1678)
- 26 marzo - Cristoforo Palmieri, vescovo cattolico italiano

## Aprile(5)
- 7 aprile - Dick Turpin, criminale inglese (n. 1705)
- 17 aprile - Francesco Saverio Valguarnera, nobile, militare e politico italiano (n. 1689)
- 25 aprile - Santiago de Murcia, chitarrista e compositore spagnolo (n. 1673)
- 27 aprile - Gioacchino Vitagliano, scultore italiano (n. 1669)
- 29 aprile - Giuseppe di Lorena, conte di Harcourt, nobile francese (n. 1679)

## Maggio(7)
- 3 maggio - Maria Anna di Borbone-Francia, nobile francese (n. 1666)
- 9 maggio - George Montagu, I conte di Halifax, politico inglese
- 10 maggio - Cosmas Damian Asam, pittore, architetto e scultore tedesco (n. 1686)
- 13 maggio - Giuseppe Maria Buini, compositore, poeta e organista italiano
- 16 maggio - René-Joseph de Tournemine, teologo, gesuita e filosofo francese (n. 1661)
- 27 maggio - Johann Gottfried Bernhard Bach, organista tedesco (n. 1715)
- 28 maggio - James Anderson, religioso scozzese (n. 1679)

## Giugno(5)
- 9 giugno - Theodorus van der Croon, arcivescovo vetero-cattolico olandese (n. 1668)
- 12 giugno - Giorgio Alberto di Sassonia-Weissenfels-Barby, nobile (n. 1695)
- 13 giugno - Sofia Cristiana Luisa di Brandeburgo-Bayreuth, principessa tedesca (n. 1710)
- 18 giugno - Carlo Federico di Holstein-Gottorp, nobile (n. 1700)
- 20 giugno - Edmond Martène, monaco cristiano, storico e bibliotecario francese (n. 1654)

## Luglio(5)
- 8 luglio - Carlo Colonna, cardinale italiano (n. 1665)
- 16 luglio - Charles François de Cisternay du Fay, chimico francese (n. 1698)
- 20 luglio - Francesco Alborea, violoncellista e compositore italiano (n. 1691)
- 24 luglio - Domenico Antonio Donbattista, presbitero italiano (n. 1671)
- 24 luglio - Benedetto Marcello, compositore, poeta e scrittore italiano (n. 1686)

## Agosto(7)
- 4 agosto - René-François de Beauvau du Rivau, arcivescovo cattolico francese (n. 1664)
- 5 agosto - Federico Bernardo del Palatinato-Birkenfeld-Gelnhausen, nobile tedesco (n. 1697)
- 6 agosto - Michel Blondy, ballerino e coreografo francese (n. 1675)
- 17 agosto - Girolamo Bax, scrittore italiano (n. 1684)
- 18 agosto - Juan Álvaro Cienfuegos Villazón, cardinale e arcivescovo cattolico spagnolo (n. 1657)
- 26 agosto - Pierre Parrocel, pittore e incisore francese (n. 1670)
- 28 agosto - Cristiano di Nassau-Dillenburg, principe tedesco (n. 1688)

## Settembre(6)
- 2 settembre - Giovanni Antonio Pucci, pittore e poeta italiano (n. 1677)
- 4 settembre - George Lillo, scrittore e drammaturgo inglese (n. 1691)
- 12 settembre - Ernesto Luigi d'Assia-Darmstadt, nobile (n. 1667)
- 12 settembre - Reinhard Keiser, musicista e compositore tedesco (n. 1674)
- 19 settembre - Anne Marie Louise de La Tour d'Auvergne, nobile francese (n. 1722)
- 21 settembre - Saliha Sultan, ottomana

## Ottobre(2)
- 6 ottobre - Françoise Charlotte d'Aubigné, nobile francese (n. 1684)
- 30 ottobre - Angelo d'Acri, presbitero italiano (n. 1669)

## Novembre(8)
- 6 novembre - Samuel Wesley, poeta e religioso britannico (n. 1691)
- 8 novembre - Vasilij Lukič Dolgorukov, politico, diplomatico e nobile russo (n. 1672)
- 8 novembre - Anselmo Francesco di Thurn und Taxis, principe (n. 1681)
- 15 novembre - Thomas Wentworth, I conte di Strafford, diplomatico britannico (n. 1672)
- 16 novembre - Harry Grey, III conte di Stamford, nobile britannico (n. 1685)
- 17 novembre - Maria Amalia di Brandeburgo, principessa (n. 1670)
- 19 novembre - Ivan Alekseevič Dolgorukov, ufficiale e principe russo (n. 1708)
- 29 novembre - Johann Georg von Künigl, politico, militare e nobile austriaco (n. 1663)

## Dicembre(2)
- 1º dicembre - Bonaventura da Arischia, religioso italiano
- 10 dicembre - Antonio Tarsia, scultore italiano

## Senza giorno specificato(21)
- Benedetto Baldassari, cantante castrato italiano
- Antonio Bioni, compositore e cantante italiano (n. 1698)
- Bonaventura da Lama, religioso, storico e scrittore italiano (n. 1650)
- Cecilia Carboni, nobildonna italiana (n. 1663)
- Giacinto Cattoli, attore teatrale italiano (n. 1680)
- Cesare De Franchi Toso, doge italiano (n. 1666)
- Emine Sultan, principessa ottomana (n. 1696)
- Friedrich Christian Feustking, presbitero, scrittore e librettista tedesco (n. 1678)
- Giacinto Fontana, cantante castrato italiano (n. 1692)
- Francesco Galli da Bibbiena, architetto italiano (n. 1659)
- Orazio Grevenbroeck, pittore italiano (n. 1676)
- Margaretha Haverman, pittrice olandese (n. 1693)
- John Lombe, imprenditore inglese (n. 1693)
- Doricilio Moscatelli, architetto e ingegnere italiano (n. 1660)
- Giovan Battista Nauclerio, architetto e ingegnere italiano (n. 1666)
- Jean Pigeon, fisico francese (n. 1654)
- Jurij Jur'evič Trubeckoj, ufficiale russo (n. 1668)
- Gerolamo Veneroso, doge italiano (n. 1660)
- Mathurin Veyssière de La Croze, scrittore francese (n. 1661)
- Jacob Wittich, filosofo tedesco (n. 1677)
- Jacobus Van Cortland, politico e mercante statunitense (n. 1658)